# Lista över fornlämningar i Eskilstuna kommun (Ärla)
Lista över fornlämningar i Eskilstuna kommun (Ärla) är en förteckning av ett urval av de fornlämningar som finns i Ärla i Eskilstuna kommun.
| Namn                              | Lämningstyp      | Tillkomsttid | Historisk indelning | Plats     | Läge                 | ID-nr          | Bild                                      |
| --------------------------------- | ---------------- | ------------ | ------------------- | --------- | -------------------- | -------------- | ----------------------------------------- |
| Ärla 1:1                          | Gravfält         |              | Ärla, Södermanland  |           | 59.265286, 16.581239 | 10039300010001 | Ladda upp en bild av detta fornminne      |
| Ärla 2:1                          | Gravfält         |              | Ärla, Södermanland  |           | 59.262187, 16.558379 | 10039300020001 | Ladda upp en bild av detta fornminne      |
| Ärla 4:1                          | Stensättning     |              | Ärla, Södermanland  |           | 59.265830, 16.552121 | 10039300040001 | Ladda upp en bild av detta fornminne      |
| Ärla 5:1                          | Stensättning     |              | Ärla, Södermanland  |           | 59.254149, 16.553916 | 10039300050001 | Ladda upp en bild av detta fornminne      |
| Ärla 5:2                          | Stensättning     |              | Ärla, Södermanland  |           | 59.254223, 16.553687 | 10039300050002 | Ladda upp en bild av detta fornminne      |
| Ärla 5:3                          | Stensättning     |              | Ärla, Södermanland  |           | 59.254099, 16.553634 | 10039300050003 | Ladda upp en bild av detta fornminne      |
| Ärla 5:4                          | Stensättning     |              | Ärla, Södermanland  |           | 59.254338, 16.553373 | 10039300050004 | Ladda upp en bild av detta fornminne      |
| Ärla 6:1                          | Gravfält         |              | Ärla, Södermanland  |           | 59.255986, 16.548153 | 10039300060001 | Ladda upp en bild av detta fornminne      |
| Ärla 7:1                          | Gravfält         |              | Ärla, Södermanland  |           | 59.257971, 16.537576 | 10039300070001 | Ladda upp en bild av detta fornminne      |
| Ärla 8:1                          | Stensättning     |              | Ärla, Södermanland  |           | 59.257400, 16.538379 | 10039300080001 | Ladda upp en bild av detta fornminne      |
| Ärla 11:1                         | Gravfält         |              | Ärla, Södermanland  |           | 59.264256, 16.538621 | 10039300110001 | Ladda upp en bild av detta fornminne      |
| Ärla 12:1                         | Stensättning     |              | Ärla, Södermanland  |           | 59.274082, 16.527785 | 10039300120001 | Ladda upp en bild av detta fornminne      |
| Ärla 12:2                         | Stensättning     |              | Ärla, Södermanland  |           | 59.274096, 16.527552 | 10039300120002 | Ladda upp en bild av detta fornminne      |
| Ärla 14:1                         | Gravfält         |              | Ärla, Södermanland  |           | 59.262372, 16.582253 | 10039300140001 | Ladda upp en bild av detta fornminne      |
| Ärla 15:1                         | Gravfält         |              | Ärla, Södermanland  |           | 59.257189, 16.554839 | 10039300150001 | Ladda upp en bild av detta fornminne      |
| Ärla 18:1                         | Stensättning     |              | Ärla, Södermanland  |           | 59.254806, 16.553012 | 10039300180001 | Ladda upp en bild av detta fornminne      |
| Fagerklev (Ärla 21:1)             | Fornborg         |              | Ärla, Södermanland  |           | 59.241991, 16.570603 | 10039300210001 | Ladda upp en bild av detta fornminne      |
| Ogaklev (Ärla 34:1)               | Fornborg         |              | Ärla, Södermanland  |           | 59.241734, 16.620755 | 10039300340001 | Ladda upp en bild av detta fornminne      |
| Sö 120/Skrivarestenen (Ärla 41:1) | Runristning      |              | Ärla, Södermanland  | Skogshall | 59.214090, 16.600674 | 10039300410001 | Ladda upp en bild av detta fornminne      |
| Ärla 48:1                         | Stensättning     |              | Ärla, Södermanland  |           | 59.252820, 16.801191 | 10039300480001 | Ladda upp en bild av detta fornminne      |
| Ärla 49:1                         | Röse             |              | Ärla, Södermanland  |           | 59.211230, 16.606044 | 10039300490001 | Ladda upp en bild av detta fornminne      |
| Ärla 55:1                         | Gravfält         |              | Ärla, Södermanland  |           | 59.239718, 16.573912 | 10039300550001 | Ladda upp en bild av detta fornminne      |
| Ärla 58:1                         | Stensättning     |              | Ärla, Södermanland  |           | 59.256216, 16.627987 | 10039300580001 | Ladda upp en bild av detta fornminne      |
| Ärla gamla kyrkgård. (Ärla 62:1)  | Begravningsplats |              | Ärla, Södermanland  |           | 59.260520, 16.592682 | 10039300620001 | Ladda upp en bild av detta fornminne      |
| Ärla 69:1                         | Stensättning     |              | Ärla, Södermanland  |           | 59.271854, 16.633204 | 10039300690001 | Ladda upp en bild av detta fornminne      |
| Ärla 73:1                         | Stensättning     |              | Ärla, Södermanland  |           | 59.257228, 16.656959 | 10039300730001 | Ladda upp en bild av detta fornminne      |
| Ärla 74:1                         | Stensättning     |              | Ärla, Södermanland  |           | 59.228826, 16.585092 | 10039300740001 | Ladda upp en bild av detta fornminne      |
| Ärla 75:1                         | Stensättning     |              | Ärla, Södermanland  |           | 59.258627, 16.567589 | 10039300750001 | Ladda upp en bild av detta fornminne      |
| Ärla 75:2                         | Stensättning     |              | Ärla, Södermanland  |           | 59.258553, 16.567820 | 10039300750002 | Ladda upp en bild av detta fornminne      |
| Ärla 75:3                         | Stensättning     |              | Ärla, Södermanland  |           | 59.258629, 16.568115 | 10039300750003 | Ladda upp en bild av detta fornminne      |
| Ärla 101:1                        | Hög              |              | Ärla, Södermanland  |           | 59.264567, 16.600583 | 10039301010001 | Ladda upp en bild av detta fornminne      |
| Ärla 101:2                        | Stensättning     |              | Ärla, Södermanland  |           | 59.264687, 16.600460 | 10039301010002 | Ladda upp en bild av detta fornminne      |
| Ärla 103:1                        | Stensättning     |              | Ärla, Södermanland  |           | 59.257882, 16.611221 | 10039301030001 | Ladda upp en bild av detta fornminne      |
| Ärla 103:2                        | Stensättning     |              | Ärla, Södermanland  |           | 59.257796, 16.611442 | 10039301030002 | Ladda upp en bild av detta fornminne      |
| Ärla 103:3                        | Stensättning     |              | Ärla, Södermanland  |           | 59.257879, 16.611678 | 10039301030003 | Ladda upp en bild av detta fornminne      |
| Ärla 104:1                        | Stensättning     |              | Ärla, Södermanland  |           | 59.254796, 16.609273 | 10039301040001 | Ladda upp en bild av detta fornminne      |
| Ärla 105:1                        | Stensättning     |              | Ärla, Södermanland  |           | 59.258632, 16.635110 | 10039301050001 | Ladda upp en bild av detta fornminne      |
| Ärla 107:1                        | Stensättning     |              | Ärla, Södermanland  |           | 59.270427, 16.674816 | 10039301070001 | Ladda upp en bild av detta fornminne      |
| Ärla 107:2                        | Stensättning     |              | Ärla, Södermanland  |           | 59.270056, 16.674685 | 10039301070002 | Ladda upp en bild av detta fornminne      |
| Ärla 110:1                        | Gravfält         |              | Ärla, Södermanland  |           | 59.270404, 16.670769 | 10039301100001 | Ladda upp en bild av detta fornminne      |
| Ärla 111:1                        | Gravfält         |              | Ärla, Södermanland  |           | 59.270431, 16.666146 | 10039301110001 | Ladda upp en bild av detta fornminne      |
| Ärla 112:1                        | Hög              |              | Ärla, Södermanland  |           | 59.270750, 16.667739 | 10039301120001 | Ladda upp en bild av detta fornminne      |
| Ärla 112:2                        | Stensättning     |              | Ärla, Södermanland  |           | 59.270637, 16.667807 | 10039301120002 | Ladda upp en bild av detta fornminne      |
| Ärla 116:1                        | Gravfält         |              | Ärla, Södermanland  |           | 59.273393, 16.635117 | 10039301160001 | Ladda upp en bild av detta fornminne      |
| Ärla 119:1                        | Hög              |              | Ärla, Södermanland  |           | 59.272107, 16.635256 | 10039301190001 | Ladda upp en bild av detta fornminne      |
| Ärla 124:1                        | Gravfält         |              | Ärla, Södermanland  |           | 59.268584, 16.684767 | 10039301240001 | Ladda upp en bild av detta fornminne      |
| Ärla 147                          | Kvarn            |              | Ärla, Södermanland  |           | 59.226145, 16.703582 | 12000000006794 | Ladda upp en till bild av detta fornminne |
| Ärla 265                          | Hög              |              | Ärla, Södermanland  |           | 59.240112, 16.573643 | 12000000072732 | Ladda upp en bild av detta fornminne      |
| Ärla 275                          | Minnesmärke      |              | Ärla, Södermanland  |           | 59.261645, 16.821829 | 12000000114889 | Ladda upp en bild av detta fornminne      |
| Ärla 310                          | Stensättning     |              | Ärla, Södermanland  |           | 59.257058, 16.636059 | 12000000116868 | Ladda upp en bild av detta fornminne      |
| Ärla 314                          | Stensättning     |              | Ärla, Södermanland  |           | 59.257329, 16.636232 | 12000000116872 | Ladda upp en bild av detta fornminne      |
| Ärla 315                          | Stensättning     |              | Ärla, Södermanland  |           | 59.256960, 16.636124 | 12000000116873 | Ladda upp en bild av detta fornminne      |
| Ärla 334                          | Stensättning     |              | Ärla, Södermanland  |           | 59.229980, 16.572634 | 12000000122375 | Ladda upp en bild av detta fornminne      |